# Blendax
Blendax GmbH — германская компания, основанная в 1932 году в Майнце и производившая с 1936 по 2002 год предметы гигиены и зубную пасту. В конце 1930-х годов Blendax являлась крупнейшим производителем зубной пасты в Европе, выпуская 43 млн тюбиков пасты в год. Также компания известна торговой маркой зубной пасты blend-a-med, выпускающейся с 1951 года и приобретённой Procter & Gamble в 1987 году (с этого года под брендом blend-a-med продаётся паста Crest).

## Основание
4 января 1910 года в Германском реестре товарных знаков была зарегистрирована торговая марка средства для чистки зубов Blendax. Однако завод Blendax по производству зубных паст был основан в 1932 году в Майнце братьями Рудольфом и Германом Шнайдер. Изготовление зубных паст на заводе началось в 1936 году. В конце 1930-х годов Blendax являлась крупнейшим производителем зубной пасты в Европе, выпуская 43 млн тюбиков пасты в год. Впоследствии ассортимент продукции был дополнен другими средствами гигиены, такими как шампунь, мыло, крем для кожи и ополаскиватель для полости рта.

## Разрушение и восстановление
Главный завод в Майнце, располагавшийся на острове Ингельхаймер Ауэ, был почти полностью разрушен во время Второй мировой войны, неразрушенный филиал в городе Гера после войны был экспроприирован. Филиал в Гере продолжил работу как VEB Gera, позже как VEB Gerana, а после восстановления единства Германии — как предприятие Gerana Cosmetic GmbH, которое обанкротилось и было закрыто в 2007 году.
Уже в 1946 году завод в Майнце был перестроен, в 1949 году он снова начал выпускать зубную пасту, и только в 1956 году на нём возобновилось производство шампуня и пены для ванн. Для ухода за молочными зубами в 1956 году была введена первая детская зубная паста под названием Blendi, в 1957 году началось производство зубных щёток. В 1970 году была введена зубная паста Strahler 70.

## blend-a-med
В 1949 году фармацевт Герта Хафер, работавшая на Blendax, разработала первоначальную рецептуру зубной пасты blend-a-med. С 1951 года началось производство blend-a-med, являвшейся первой медицинской зубной пастой в Германии. Сначала пасту продавали аптеки и стоматологи.
В том же году было принято решение о начале исследований пасты blend-a-med. В 1953 году был создан отдел, занимающийся разработкой продуктов для профилактики заболеваний зубов и полости рта.

## Известные продукты
Средства для гигиены полости рта:
- blend-a-med;
- blend-a-med Formel Z;
- Blendax Antibelag;
- Blendi;
- Formel M;
- Strahler 70, Strahler 75 и Strahler 80;
- Blendax Fluor Super.

Средства по уходу за волосами:
- Sham-Tu;
- DO;
- 7;
- Credo;
- Tosan.

Серия средств по уходу за кожей Kamill.

## Продажа
В 1987 году семейный бизнес был продан американскому концерну Procter & Gamble. По оценкам аналитиков, сумма продажи составила 800 млн марок. Для укрепления позиций в Центральной Европе Procter & Gamble в 1989 году перенёс производство зубной пасты из Великобритании в Майнц. В 1993 году было прекращено производство средств личной гигиены в Майнце. Производство зубных паст и зубных щёток в Майце продолжалось до 2002 года, когда оно было перенесено на завод в Гросс-Герау (бывший завод Richardson-Wicks). Там изготавливают зубную пасту торговых марок blend-a-med, Blendi и Blendax Antibelag.